# موريس تشيسنت
موريس كستنائي (بالإنجليزية: Morris Chestnut)‏ هو ممثل (من مواليد 1 يناير 1969 في كاليفورنيا، الولايات المتحدة). بدأ مسيرته الفنية عام 1990.

## وصلات خارجية
- موريس تشيسنت على موقع IMDb (الإنجليزية)
- موريس تشيسنت على موقع روتن توميتوز (الإنجليزية)
- موريس تشيسنت على موقع ألو سيني (الفرنسية)
- موريس تشيسنت على موقع أول موفي (الإنجليزية)
- موريس تشيسنت على موقع بوكس أوفيس موجو (الإنجليزية)
- موريس تشيسنت على موقع قاعدة بيانات الأفلام السويدية (السويدية)
- موريس تشيسنت على موقع إن إن دي بي (الإنجليزية)
- موريس تشيسنت على موقع قاعدة بيانات الفيلم (الإنجليزية)
- موريس تشيسنت على موقع كينوبويسك (الروسية)
- Morris Chestnut at Yahoo! Movies
- Morris Chestnut And Wife